# خوليو كليمنت
خوليو كليمنت (بالإسبانية: Julio Clement)‏ هو لاعب اتحاد الرغبي وسياسي أرجنتيني، ولد في 1 يوليو 1962 في سانتا في في الأرجنتين.

## روابط خارجية
- خوليو كليمنت عل موقع إسبنسكروم (الإنجليزية)